# Rhaphidorrhynchium brevi-horridum
Rhaphidorrhynchium brevi-horridum är en bladmossart som beskrevs av Brotherus 1925. Rhaphidorrhynchium brevi-horridum ingår i släktet Rhaphidorrhynchium och familjen Sematophyllaceae. Inga underarter finns listade i Catalogue of Life.